# Maratea
Maratea [maraˈtɛa] ist eine italienische Stadt mit 4609 Einwohnern (Stand am 31. Dezember 2023) in der Provinz Potenza und der Region Basilikata.

## Geografie
Die Gemeinde Maratea ist ein wichtiges Touristenziel und die einzige Stadt der Region Basilicata am Tyrrhenischen Meer, mit etwa 32 km Küste am Golf von Policastro. Das Küstenabschnitt umfasst Klippen, Sandbänke, Grotten und geräumige Strände. Das Städtchen steht auf einem Abhang des Monte San Biagio (Sankt-Belasiusberg), eines Gebirgszugs des Apennin.
Entlang der Küste ist eine üppige Vegetation von Pinien, Olivenbäumen, Steinlinden, Steineichen, Johannisbrotbäumen und eine Buschlandschaft aus Rosmarin, Myrte, Erdbeerbaum und Ginster (die sogenannte macchia mediterranea) vorhanden.
Die Nachbargemeinden sind Sapri (SA), Rivello, Trecchina und Tortora (CS).

## Bevölkerung

### Bevölkerungsentwicklung
Quelle ISTAT

### Ethnien und Migration
Am 31. Dezember 2019 lebten in Maratea 103 nicht-italienische Staatsbürger. Die meisten von ihnen stammen aus folgenden Ländern:
1. Rumänien – 36
2. Venezuela – 10
3. Ukraine – 9
4. Polen – 7
5. Brasilien – 5
6. Marokko – 4
7. Spanien – 4

## Sehenswürdigkeiten

### Kirchen

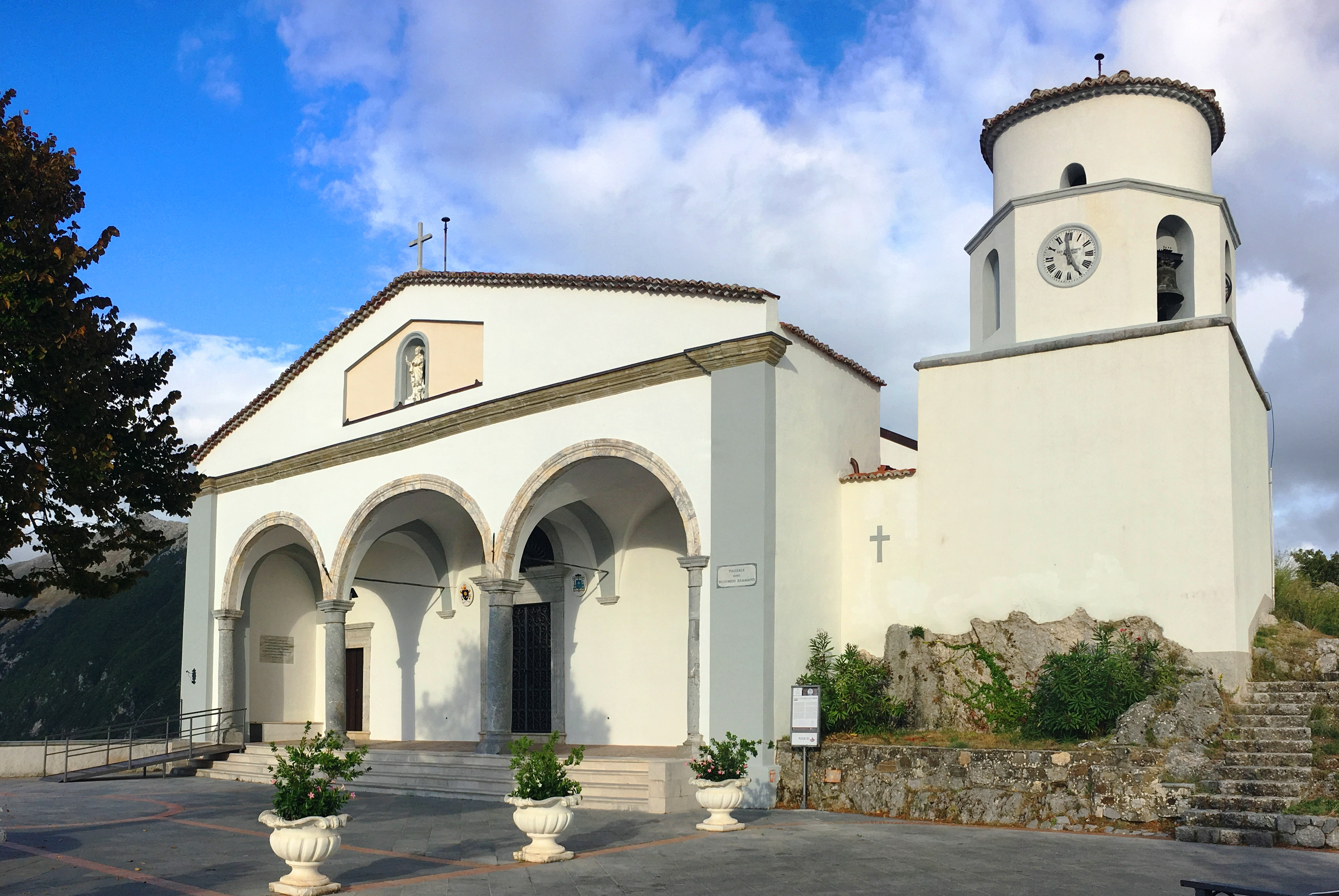
Die Basilika San Biagio

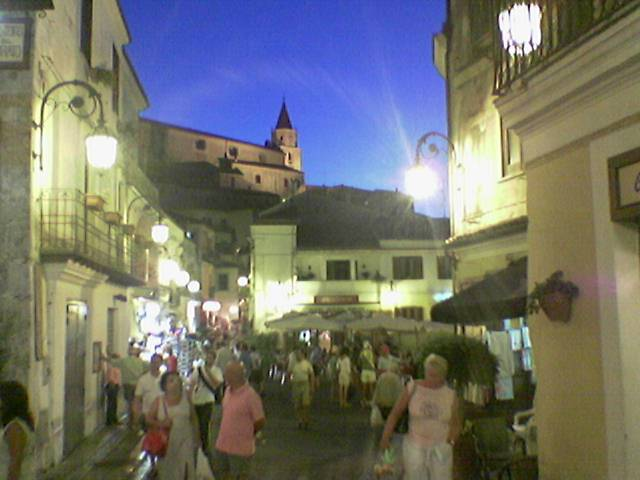
Die Altstadt bei Nacht mit der Kirche Santa Maria Maggiore im Hintergrund

Wegen seiner vielen Kirchen und Kapellen wird Maratea „Stadt der 44 Kirchen“ genannt.
- Basilika San Biagio. Die Hauptkirche der Stadt liegt auf dem Gipfel des Hügels San Biagio. Erbaut wurde sie im 6. und 7. Jahrhundert. Sie beherbergt die Reliquien des Hl. Blasius, zu dessen Ehren an jedem 2. Sonntag im Mai eine Prozession stattfindet. Eine silberne Statue des Heiligen wird von der Basilika aus durch die Hauptstraßen der Altstadt getragen.
- Santa Maria Maggiore, erbaut 1505, ist die Pfarrkirche der Altstadt.
- San Vito ist die älteste Kirche der Altstadt und datiert aus dem 9. Jahrhundert.
- Santa Maria Annunziata, erbaut im 16. Jahrhundert
- Santa Maria Addolorata, erbaut 1620
- Maria Santissima Immaculata. In der Krypta dieser Kirche wurde ein antiker Vorgängerbau, die Kirche San Pietro gefunden.
- Kalvarienkirche, erbaut im 15. Jahrhundert
- Sant'Antonio, erbaut 1615. In der Kirche befindet sich ein kostbares Polyptychon.
- Sant'Anna, erbaut im 14. Jahrhundert
- San Francesco di Paola, erbaut im 17. Jahrhundert
- Madonna del Rosario, erbaut 1575. Diese Kirche gilt als das schönste Bauwerk der Stadt.

In der nahen Umgebung von Maratea stehen weitere Kirchen und Kapellen.
- Maria Santissima Immacolata bei Acquafredda. In der 1833 erbauten Kirche befindet sich das Grab des Revolutionärs Costabile Carducci.
- Santa Maria Addolorata in Cersuta, erbaut im 17. Jahrhundert

### Christusstatue
Die Christusstatue von Maratea wurde 1965 von dem Florentiner Bildhauer Bruno Innocenti aus Zement und weißem Carrara-Marmor geschaffen.
Sie steht auf dem Gipfel des Monte San Biagio vor der Fassade der Basilika San Basilio.

### Die Türme
An der Küste von Maratea sind mehrere historische Türme erhalten, sowohl alte Leuchttürme als auch Wachttürme aus der Zeit des Königreichs Neapel, die zum Schutz gegen die Piraten erbaut worden sind. Sie wurden gegen Ende des 16. Jahrhunderts errichtet.
- Der Torre dei Crivi steht nördlich von Acquafredda auf einem Felsen an der SS 18. Er ist von außen noch recht gut erhalten.
- Der Torre di Acquafredda befindet sich ebenfalls in der Nähe von Acquafredda auf dem Vorgebirge Rotondella. Der Turm ist in einem schlechten Zustand, da er in jüngerer Zeit als Steinbruch benutzt worden ist.
- Der Torre Apprezzami l'Asino steht im Norden der Gemeinde Cersuta auf einem Felsgrat in der Nähe der SS 18. Er ist vor kurzem restauriert worden.[4] Seinen Namen verdankt er einer lokalen Legende, nach der ein Esel wegen des schmalen Weges ins Meer gefallen ist.[5]

- Der Torre Santavenere gilt als einer der schönsten Türme aus der Zeit des Königreichs Neapel. Er steht auf dem Gebiet der Gemeinde Fiumicello-Santavenere und wird nach einer Sanierung als Wohnturm genutzt.
- Der Torre di Filocaio war der Wachtturm des Hafens von Maratea. Nach seiner Renovierung im 20. Jahrhundert wird er als Wohnturm genutzt.
- Der Torre Caina hat eine besonders malerische Lage am Meer an der Spitze eines großen Vorgebirges im Süden von Marina di Maratea.
- Der Torre dei Crivi auf einer Felsenklippe im Norden von Acquafredda lässt als Ruine noch seine ehemalige Gestalt erkennen.

## Verkehr

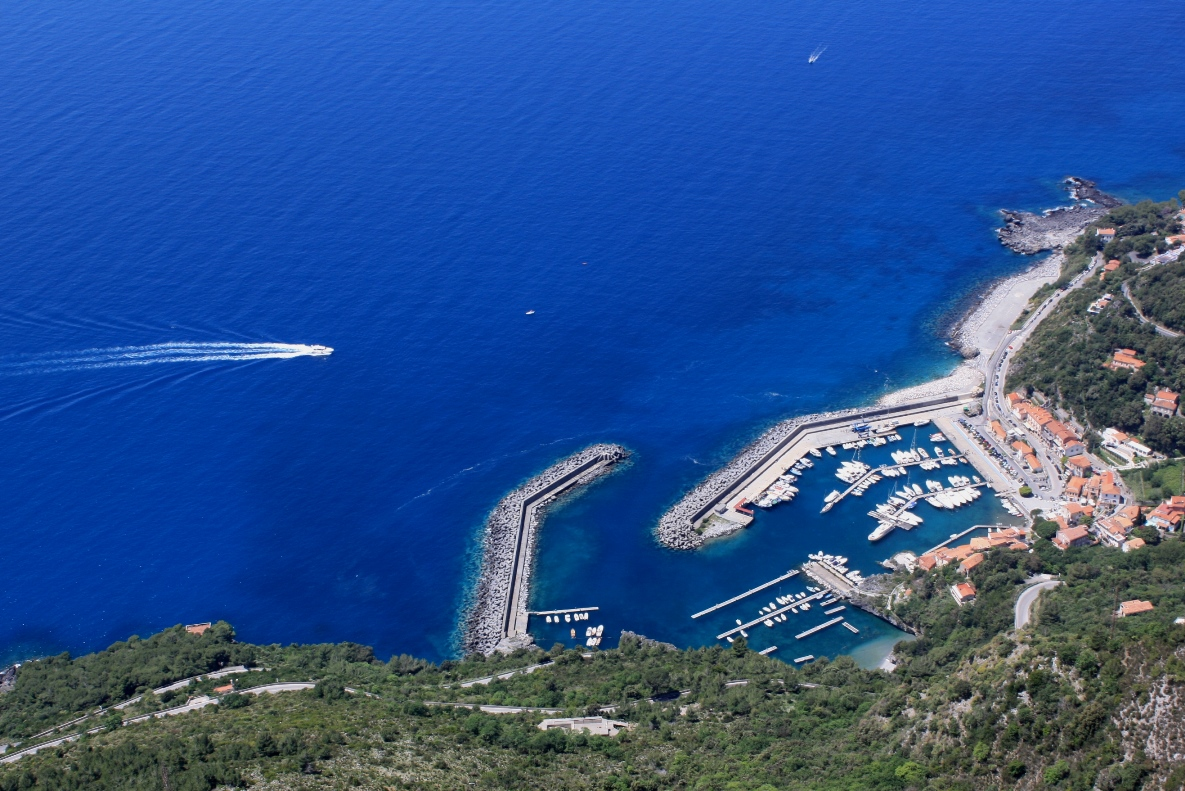
Der Hafen von Maratea

### Straßenverkehr
Durch Maratea verläuft die SS 18 Tirrena Inferiore und die SS585, die die Stadt mit der Autobahn A2 verbindet.

### Eisenbahn
Der Bahnhof von Maratea liegt an der Bahnstrecke Salerno–Reggio di Calabria.

### Flughäfen
Die nächstgelegenen Flughäfen sind:
- Flughafen Salerno-Pontecagnano (QSR) 139 km
- Flughafen Neapel (NAP) 211 km
- Flughafen Lamezia Terme (SUF) 217 km

### Hafen
Maratea besitzt einen kleinen Hafen, dieser liegt im gleichnamigen Ortsteil an der tyrrhenischen Küste.

## Persönlichkeiten
- Casimiro Gennari (1839–1914), römisch-katholischer Geistlicher, Kardinal